# Абдулаев, Давлятбек
Давлятбек Абдулаев (1918, кишлак Навдонак, Бухарский эмират — 2008, Таджикистан) — советский таджикский работник сельского хозяйства, звеньевой колхоза «Рохи Ленин». Участник Великой Отечественной войны. Член КПСС с 1958 года. Герой Социалистического Труда (1949).

## Биография
Давлятбек Абдулаев родился в 1918 году в кишлаке Навдонак (на тот момент Каратегинского бекства Бухарского эмирата, ныне территория Таджикистана). По национальности — таджик. С 1935 по 1942 годы работал в хлопководческом колхозе «Рохи Ленин» Октябрьского района Сталинабадской области. В 1942 году Абдулаев был призван в Красную армию. С того же года участвовал в боях Великой Отечественной войны. За боевые подвиги был удостоен трёх орденов.
После демобилизации из армии продолжил работать в колхозе «Рохи Ленин», стал звеньевым хлопководческого звена. В 1947 году «за успехи в возделывании тонковолокнистого хлопка» был удостоен медали «За трудовую доблесть». В 1948 году звено Абдулаева смогло собрать урожая египетского хлопка 65, 3 центнеров с одного гектара на общей площади 6,7 гектаров. 3 мая 1949 года Давлятбек Абдулаев был удостоен звания Героя Социалистического Труда.
Затем продолжал работать в хлопководческом колхозе «Коммунизм», где сначала был звеньевым, а затем бригадиром. В 1953 году окончил Таджикскую школу сельского хозяйства и стал агрономом. С 1958 года был членом КПСС. В 1960 году был назначен управляющим отделением колхоза «Коммунизм».
В 1970 году заочно окончил агрономический факультет Таджикского сельскохозяйственного института. После ухода на пенсию проживал в Таджикистане, где и скончался в 2008 году.

## Награды
Давлятбек Абдулаев был удостоен следующих наград:
- Звание Герой Социалистического Труда (Указ Президиума Верховного Совета СССР от 3 мая 1949) — «за получение высоких урожаев хлопка при выполнении колхозами обязательных поставок и контрактации по всем видам сельскохозяйственной продукции, натуроплаты за работу МТС в 1948 году и обеспеченности семенами всех культур в размере полной потребности для весеннего сева 1949 года»;

- Золотая медаль «Серп и Молот» (3 мая 1949 — № 3439);
- Орден Ленина (3 мая 1949 — № 99516);

- Орден Отечественной войны 2-й степени (11 марта 1985);
- Орден Красной Звезды;
- Орден Славы 2-й степени;
- также был награждён медалями, в том числе:

- Медаль «За трудовую доблесть» (1 марта 1948)
- Золотая медаль ВДНХ;
- Серебряная медаль ВДНХ.